# Cimitero monumentale della Misericordia
Il cimitero monumentale della Misericordia si trova ad Antella, una frazione del comune di Bagno a Ripoli in provincia di Firenze.

## Storia
Il primo nucleo del cimitero venne realizzato tra il 1855 e il 1856 per volere del pievano don Giuseppe Scappini (1805-1894) su progetto dell'ingegnere comunale Giovacchino Callai (1804-1874). Consisteva in tre cappelle intitolate a san Giuseppe (al centro), san Sebastiano (destra) e san Tobia (sinistra), precedute da un loggiato. Col trascorrere degli anni, dopo i primi progetti di ampliamento dell'architetto Pietro Comparini Rossi (1833-1882), allievo e collaboratore del Poggi, seguiti da quelli dell'ingegnere comunale Loresindo Pruneti (1840-1928), la direzione dei lavori fu affidata nel 1881 all'architetto Giacomo Roster (1837-1905) al quale si deve il primo organico ampliamento caratterizzato da quel lungo loggiato che da lui prende il nome e che si sviluppa a ovest, in fronte all'ingresso, con una lunga e magnifica serie di archi confluenti verso il portico centrale e con due corte ali laterali che chiudono il vasto piazzale. 
In seguito i lavori furono diretti dall'ingegnere comunale Alfredo Guidi (1878-1954), nominato nel 1905, quindi dall'architetto Ugo Giusti (1880-1928) scelto nel 1923, poi dall'architetto Enrico Dante Fantappié (1869-1951) designato nel 1928, dall'architetto Ugo Giovannozzi (1876-1957) eletto nel 1951 e dall'ingegner Vittorio Moranduzzo (1922-2012) incaricato nel 1957.
Un nuovo ampliamento si rese necessario negli anni Sessanta del Novecento e nel 1965 fu pubblicato un apposito bando di concorso regionale. I progetti presentati vennero esposti nel novembre 1966 e vincitore fu quello degli architetti Renzo Bellucci (1909-1985) e Adolfo Pagani (1919-1993) poi realizzato solo in parte per vari motivi. Ulteriori esigenze di spazio hanno finalmente consentito un sostanzioso 'completamento' su progetto dell'architetto Adolfo Natalini (1941-2020) che ha realizzato una struttura principale ad anello sul modello delle antiche basiliche paleocristiane.

## Sepolture illustri
Oltre che i fratelli della Misericordia di Antella, fin dalle origini questo cimitero è stato scelto da illustri esponenti della nobiltà fiorentina. Vi sono sepolti esponenti delle famiglie Adorni Braccesi, Albizzi, Antinori, Aronni Fedi, Barbolani da Montauto, Bargagli, Bentivoglio d'Aragona, Bonsi Bucetti, Bufalini, Capponi, Carrega, Corsi Salviati, Coselschi, Da Filicaja, Della Gherardesca, Digerini Nuti, Fossi, Galli Tassi, Garzoni, Guelfi Camaiani, Lamberti, Leonetti, Lucarini, Manni, Medici Tornaquinci,  Mori, Orvieto, Pareto, Passerini Cerretesi, Peruzzi, Poniatowski, Schmucker, Testa, Venerosi Pesciolini e Viviani Della Robbia.
Tra i sepolti vi è anche il fondatore don Giuseppe Scappini che fu pievano dell'Antella dal 1835 alla morte nel 1894 ed è sepolto nella cappella di San Giuseppe insieme ad altri prelati quali il vescovo di Albenga Raffaele Biale e i canonici Amerigo Barsi e Giuseppe Faraoni. Vi sono anche i pievani dell'Antella succedutisi nel tempo come don Ilario Maestrini (1868-1918) e monsignor Leone Accomanni (1886-1932).
Qui riposano anche numerosi esponenti della scienze delle arti quali: scrittori e storici Pietro Bologna, Ernst Adrien Corbin De Grandchamp, Isidoro Del Lungo; gli ingegneri e architetti Enrico Au Capitaine, Renzo Barbieri, Cesare Bomboni, Ippolito Bordoni, Luigi Del Moro, Cesare Fortini, Ugo Giusti, Enrico Lusini, Pietro Marinelli, Giuseppe Michelacci, Domenico Moretti, Adolfo Pagani, Loresindo Pruneti e Agenore Socini; musicisti quali Stanislao Gastaldon, Giovacchino Maglioni, Vladimir Schavitch e Enrico Toselli, editori come Raffaello Maurri e Antonio Sansoni; docenti quali Francesco Ferrara, Fausto Lasinio e Francesco Protonotari; studiosi d'arte Luigi Dami, Lodovico Metzger, Enrico Ridolfi e Ferdinando Rondoni; tenori quali Mario Filippeschi e Giovanni Sani De Capua; il critico letterario Luigi Baldacci; il poeta Pietro Mastri, pseudonimo di Pirro Masetti; l'erudito Lando Passerini; il latinista Sebastiano Timpanaro; il commediografo Francesco Coletti; politici quali Enrico Poggi e Giovanni Rosadi; il magistrato Aurelio Casini; il geologo Luigi Baldacci; il calciatore del Grande Torino deceduto nella tragedia di Superga Romeo Menti; l'attore Alberto Giovannini; il baritono Gino Bechi; gli scultori Francesco Collina, Pio Fedi, Adolfo Galducci allievo di Giovanni Duprè, i fratelli Antonio e Fausto Natali, Bruno Neri e Fortunato Sara Franchini; i pittori Luigi Arcangeli, Augusto Burchi, Gaetano Cannicci, Galileo Chini,  Carlo Chiostri, Francesco Ciseri, Ennio Cocchi, Giovanni Costa, Giovanni Lega Nediani, Carlo Markò, Sinibaldo Tordi.
Tra le donne sono da ricordare:
il soprano Marianna Barbieri Nini; Fanny Targioni Tozzetti, amata da Giacomo Leopardi che le dedicò il Ciclo di Aspasia; Jane Clairmont Clara Mary, amante di George Gordon Byron; e inoltre Bladine Gravina figlia di Hans von Bülow e di Cosima Liszt, nipote di Franz Liszt.

## Opere d'arte

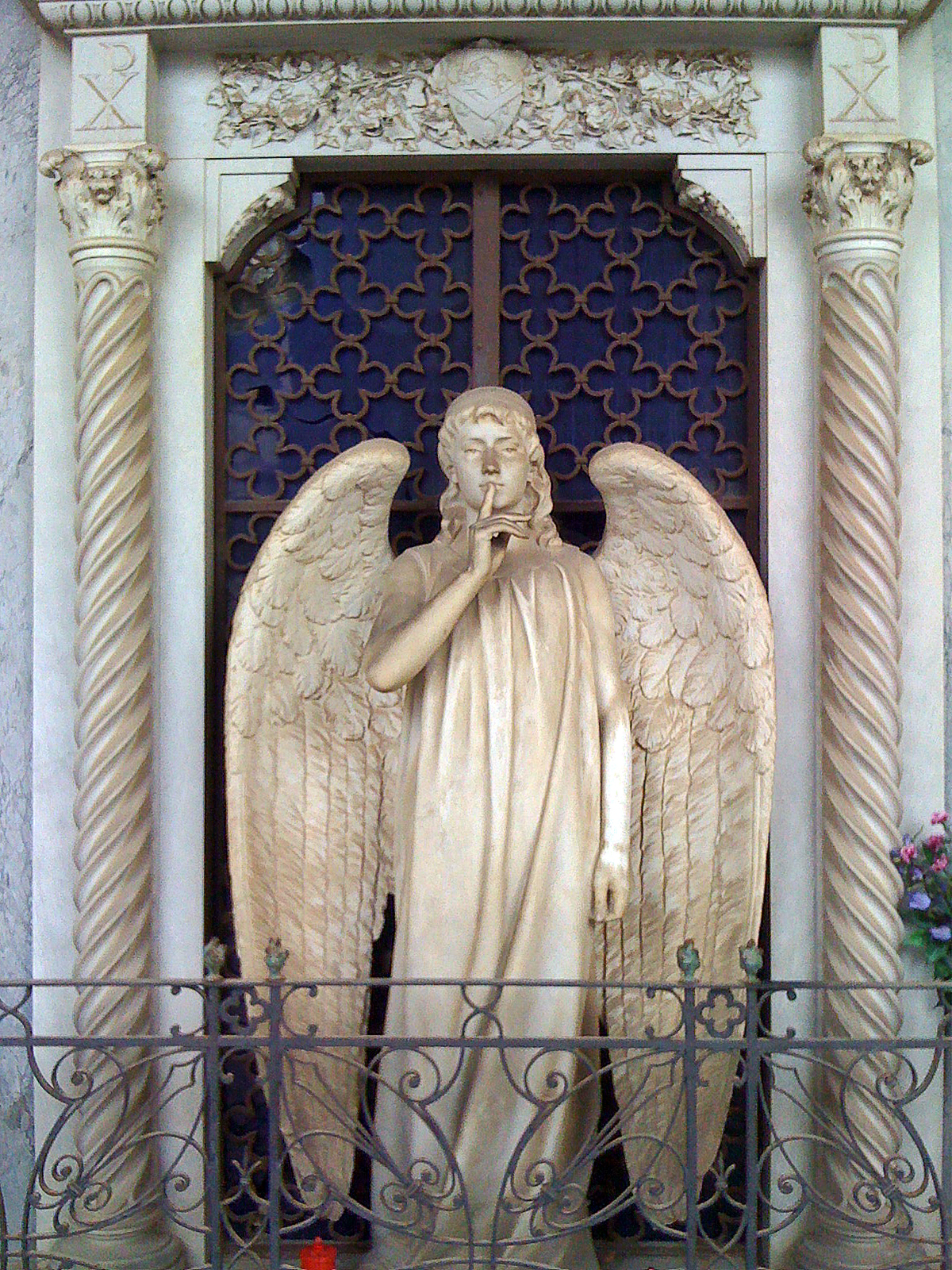
Angelo del Silenzio, 1890-91, di Dante Sodini

Le più famose sono quelle realizzate qui dalla Manifattura Chini, in particolare da Galileo, Dario, Leto e Tito, tutte opere a soggetto religioso.
Tra i lavori di Galileo Chini spicca la cupola dell'arco centrale d'ingresso realizzata nel 1911 affrescata con la raffigurazione di una corona di angeli che introduce idealmente il visitatore nel mondo dei morti. Nel 1946 Galileo Chini seppellì qui la giovane figlia Isotta e in un dipinto la raffigura di spalle, ai piedi della Croce, inginocchiata accanto alle Pie Donne nella cappella dedicata a San Silvestro; inoltre dipinge anche la lunetta sopra la porta. Nel 1956 anche lui viene sepolto qui accanto alla figlia.
La Manifattura Chini ha realizzato vari vasi per fiori, ma anche vetrate come quella posta nel loggiato di San Zanobi e quelle nelle cappelle di San Giuseppe e di San Michele Arcangelo o come quella posta originariamente nella cappella di San Benedetto e ora conservata presso la sede della Misericordia antellese; da segnalare sempre degli stessi autori anche la lunetta a mosaico posta sopra la porta di ingresso della cappella di San Guido opera del 1910; i velari nella cappella Barocchi sempre del 1910 e le opere in ceramica e vetro nella cappella di San Giorgio; le dodici sfere in maiolica poste nel loggiato dei Giusti; il mosaico della Madonna collocato nel pavimento dell'arcone centrale. Tito Chini, qui attivo tra il 1924 e il 1931, ha lavorato alla decorazione di molte cappelle di proprietà della Misericordia ma anche in molte cappelle private come quella della famiglia Venerosi Pescioini e quella della famiglia Galletti.

### Sculture
Ricchissima è la serie di medaglioni, bassorilievi e statue come la Pietà opera in gesso colorato di Francesco Collina o come i Tre angeli e la Madonna collocati nell'arco centrale di ingresso opera di Amalia Dupré; notevole il busto in bronzo di Isidoro Del Lungo opera di Dante Sodini e realizzato nel 1931; altre opere sono di Renzo Vittorio Baldi, Ugo Ciapini, Alfeo Faggi, Pio Fedi, Odo Franceschi, Donatello Gabbrielli, Adolfo Galducci, Fortunato Galli, Luigi Giorgi, Marcello Guasti, Giannetto Mannucci, Mario Moschi, Raffaello Nannini, Fausto Natali, Romeo Pazzini, Giuseppe Pisani, Raffaello Romanelli, Fortunato Sara Franchini, Gaetano Trentanove, Italo Vagnetti, Venturino Venturi e Ferdinando Vichi.

### Dipinti
Fra i dipinti un'opera è firmata dal pittore romano Pio Joris e una da Enzo Masieri. Fra le molte vetrate diverse sono della Manifattura Chini e le altre sono opera di Rodolfo Fanfani, di Umberto Gambi, di Victor Gronchi e di Guido Polloni. In epoca più recente ne sono state realizzate altre da cartoni preparatori di Giuseppe Piombanti Ammannati, di Giordano Petrioli, dello Studio Tolleri e di Albino Americo Mazzotta.
Tra i mosaici sono da segnalare quelli realizzati dal Piombanti e da Ennio Cocchi e la più recente Madre Teresa di Calcutta opera del Mazzotta che ha dipinto varie cappelle nel completamento progettato dall'architetto Natalini.